# Pinos (Zacatecas)
Pinos es una localidad mexicana ubicada en el estado de Zacatecas, cabecera del municipio homónimo. Se localiza dentro del desierto  del Gran Tunal. 
Fue fundado el 12 de febrero de 1594 bajo el nombre de “Real de Nuestra Señora de la Purísima Concepción de Cuzco y Descubrimiento de Minas que llaman de la Sierra de Pinos” y formaba una etapa importante del Camino Real de Tierra Adentro, conectando la Ciudad de México con Santa Fe, Su nombre actual se debe a los bosques que cubrían la sierra y cuya madera fue usada en la fundición de los metales. 
Según el Censo de Población y Vivienda 2020 cuenta con una población de 6,304 habitantes.   Ésta cabecera municipal se encuentra dividida en 4 barrios: Centro, Tlaxcala, La Cuadrilla y Los Arquitos.

## Localización Geográfica
La cabecera municipal de Pinos, Zac.,se localiza en las coordenadas geográficas extremas es: Al norte 22°17′55″ de latitud norte; al este 101°34′30″; al oeste 101°49′ de longitud oeste. Tiene una altura media sobre el nivel del mar de  2470 m s. n. m.

## Historia
El Gran Tunal solía ser el hogar de los huachichiles, y se caracteriza por una escasa vegetación de altos yucas y espinosos matorrales además de grandes llanuras, de las cuales emergen alguna mesetas rocosas. En el este del triángulo delimitado por las capitales de los tres estados, se encuentra la Sierra de Pinos, y en una de sus laderas, el pueblo del mismo nombre, construido en el lugar donde fueron descubiertas las primeras minas de oro y plata, a unos 2700 metros de altura.
El 17 de noviembre de 1603 estuvo en Pinos a hacer la refundación de una villa el visitador del Distrito Minero de Zacatecas y oidor de la Audiencia de Guadalajara, Lic. Gaspar de la Fuente y en nombre de su Majestad el Rey de España, dicha Villa debía llamarse " Nueva Toledo", pero no prosperó tal nombre. Durante los siglos XVII y XVIII y parte del siglo XIX fue conocido como Alcaldía Mayor de Sierra de Pinos, también con el nombre de Jurisdicción de Sierra de Pinos y para 1787 se le conocía como Sub-Delegación de Sierra de Pinos de la Intendencia de Zacatecas.
El 17 de enero de 1825 se dio en Zacatecas una Constitución Política y el territorio quedó dividido en once partidos: uno de ellos Pinos, integrado por Pinos, Ahualulco de Pinos y Real de San Nicolás de los Ángeles. Para 1892, hacia fines del siglo XIX el Estado de Zacatecas estaba dividido en doce partidos y 55 municipios, el "Partido de Pinos" estaba constituido por los municipios de Pinos, El Carro (hoy Villa González Ortega) Villa García, Noria de Ángeles y Santa Rita (hoy Villa Hidalgo); y para estos años su denominación y hasta la fecha es "Municipio de Pinos, Zacatecas".
Diversas pinturas rupestres han sido encontradas en las cuevas del Cañón del Duraznillo y en la comunidad de Jaltomate, y según los estudios del Cerrito de Dolores y Santa Elena de la Cruz hay evidencia de una de los tantos poblados prehispánicos que formaban lo que hoy en día se ha llamado sub-área arqueológica del "Tunal Grande ". Testimonio de este pasado del hombre son las cerámicas y objetos localizados aún en las faldas de los cerros. En la extensión de lo que hoy es el municipio de Pinos habitó la tribu huachichil que quiere decir "cabeza colorada ", uno de los grupos más importantes que a la hora de invasión española  en la defensa de su territorio,  forma de vida y  su libertad,  siendo constantes sus ataques en el camino de la plata.
A la llegada de los españoles desde 1550 Pinos fue explorado por capitanes españoles que apresaban indios huachichiles vendiéndolos como esclavos; mientras frailes misioneros  predicaron la doctrina cristiana siendo particular la huella Franciscana se hace presente para 1603 y vestigio de ello el convento de San Francisco que aún esta en pie.
En cuanto a la fundación de Pinos, los historiadores se han dedicado a examinar documentos de la época y de la región como el investigador Powel que asegura que Pinos se fundó el 24 de febrero de 1588 , por otra parte  uno de los documentos   que menciona la existencia de Pinos es la denuncia de una mina de Oro y Plata con fecha 18 de octubre de 1593 que para entonces era Alcaldía Mayor perteneciente al gobierno de Guadalajara, capital de la Nueva Galicia.
El Virrey Don Luis de Velasco desconoce al Alcalde  y toma  posesión el 12 de febrero de 1594  con el nombre de "Real de Nuestra Señora de la Concepción  de Cuzco y descubrimiento de minas que llaman de Sierra de Pinos " , documento que señala al primer descubridor el Capitán Joan López Pallares, Alonso de Rojas y Bartolomé Pissano y en señal  de dicha posesión hizo señalar y cuadrar la plaza   que ha de estar en dicho real, haciendo poner estacas y poniendo una cruz alta en la parte y lugar que señaló para la iglesia.
La huella franciscana se hace presente: el convento de la Purísima Concepción de Sierra de Pinos tiene tres religiosos que administran a los pocos indios que había en el pueblo que llamaban de Tlaxcala y a los indios que estaban dispersos en las estancias, vaquerías y labores de toda la jurisdicción.
Más tarde en la lucha de independencia donde la Corona Española siente que sus colonias se escapan, en lo político Pinos ya no era Alcaldía Mayor ni pertenecía a Guadalajara, le denominaban Sub-Delegación de Sierra de Pinos y formaba parte de Intendencia de Zacatecas, reconociéndose su importancia como Real donde se benefician minas.  Se reconocía a Real de Pinos como grande y rico  de las que se extraen los preciosos minerales.  Esta población se hallaba fortificada, quedando defendida por el lado de las colinas por un foso muy ancho y profundo que se dominaba desde los parapetos construidos sobre las casas. Por el lado cercano a la llanura, las calles que llevan a la Plaza se encontraban bloqueadas por un muro, levantado con el solo propósito de brindar protección del fuego de fusilería, construido con troneras y reforzado con trincheras. Estas defensas eran inútiles contra tropas organizadas porque las alturas dominan por completo el lugar desde un tiro de fusil. Sin embargo, en una ocasión fue sitiada por mil quinientos patriotas y había podido resistir sus ataques.
Durante el proceso de la Guerra de Independencia, el 18 de junio de 1817, Francisco Javier Mina, tras pernoctar en la hacienda del Espíritu-Santo acampó por la noche en las inmediaciones del Real de Pinos (mineral de la intendencia de Zacatecas), que era defendido por parte de los realistas con 300 hombres y cinco cañones a las órdenes de López Portillo. Mina intimó la rendición  prometiendo respetar personas y propiedades y amenazando con las consecuencias que traería su reducción por la fuerza pero López le respondió con altivez; a lo que los independientes se prepararon al asalto y los realistas a la resistencia.  El asedio hubiese sido largo y sangriento sin el arrojo de 15 soldados del Regimiento de la Unión que al marchar éstos a  reforzar un puesto observaron que sin ser vistos ni oídos podían atravesar algunas azoteas y llegar a  la plaza, y sin dar aviso a nadie de este golpe de audacia, los atacantes pasaron a través de las azoteas, una a otra hasta llegar a la plaza donde descendieron por medio de sus cobijas y a la luz de las antorchas del enemigo vieron a su reserva, que estaba sobre las armas con cinco piezas de artillería. Avanzaron sobre ella cuanto pudieron sin ser observados, y entonces lanzaron sus tres vivas acostumbrados y cargaron sobre el enemigo con las bayonetas. Despavoridos los defensores, comenzaron a  huir, creyendo que Mina había entrado por sorpresa en la plaza. Mina, avisado de aquel atrevido golpe, penetró rápidamente en la plaza sin gran trabajo, pues los centinelas habían abandonado sus puestos”, de tal manera que sólo hubo un muerto. Como la plaza tomada por asalto había rehusado rendirse bajo condiciones honrosas de acuerdo con las leyes de la guerra, Mina la entregó al saqueo, pero al mismo tiempo encargó y supervisó a las tropas  para que no cometieran actos de violencia personales, siendo así que al generarse el incidente de que un soldado del Regimiento de la Unión había robado una custodia de oro de uno de los templos, mandó fusilar al soldado en la plaza. En la tarde del día 19 de junio el general Mina, después de liberar bajo palabra a los prisioneros que habían caído en sus manos, evacuó Pinos, llevando una parte de los trofeos de su última victoria, que consistía en un lote de banderas, cuatro cañones, varios lotes de armas, una gran cantidad de municiones, ropa y pertrechos. Sin embargo, por no tener mulas para su transporte, se arrojaron a un pozo quince cajas de municiones, dos cañones después de haber sido clavados y algunos otros artículos
Después de 1821 Pinos sufrió  los estragos de una posguerra de Independencia en la constitución de la primera República  Federal y en 1824 pasa a ser municipio del Estado de Zacatecas y cabecera municipal del partido político.
En la guerra de reforma destaca la acción librada en Loma Alta, Sierra de Pinos, a pocos kilómetros de la cabecera municipal donde el 24 de abril de 1860, el general José López Uroaga al frente del ejército liberal de la Guardia Nacional de San Luis Potosí y Zacatecas, derrota y toma prisioneros al general conservador Rómulo Díaz de la Vega y al coronel Manuel María Calvo.
Durante la intervención francesa, un  grupo de republicanos avecindado en Pinos resistió el avance imperialista, y,  al igual que otros grupos en el país, básicamente empleó técnicas de guerrilla. Estas guerrillas implementadas en diferentes puntos de Zacatecas y Guanajuato formaban parte del plan de operaciones juaristas concebidas desde Saltillo para intentar hacer empuje y recuperar las ciudades de Guadalajara y San Luis Potosí antes de la llegada de Maximiliano y Carlota. Las noticias internacionales del diario Le Mondé Illustré redactan, en el mismo periodo de la nota de la entrada triunfal  de Maximiliano y Carlota a la Ciudad de México, una nota de la "Expeditión du Mexique-Affaire Pinos", donde se declaraba que este grupo de Pinos era autorizado por el gobierno de Benito Juárez, y se les daba la denominación de “cazadores de Francia y  bandidos”. Previo a esta fecha, coexistían para la época grupos de bandolerismo en la región de Jalisco y Aguascalientes auspiciados por el grupo conservador  y que servían al mismo tiempo de “fuerzas auxiliares” del ejército francés con el fin de preservar un ambiente de desorden que alterara las funciones del gobierno republicano.  En esta cabecera existían alrededor de 150 hombres de caballería e infantería al mando del Jefe Político y Militar Don Francisco Orozco, que aunque mal armados, habían declarado junto con pobladores patriotas de la población, la oposición a la imposición del Emperador Maximiliano por parte del grupo conservador del país, La resistencia de Pinos fue sostenida hasta el 8 de mayo de 1864, donde el general Hériller movilizó durante la noche anterior desde una posición de 7 u 8 leguas de distancia a cuatro compañías del  62.º, cuatro compañías del 95.º, dos compañías de zuavos, dos escuadrones de caballería y una sección de montaña, todas bajo el mando del teniente coronel Martín de 2.ª de Zouaves  sumando dos mil hombres con armas de todo tipo y dos cañones de artillería de montaña Estas fuerzas rodearon y tomaron por sorpresa al grupo de Pinos y que durante cuatro horas se dio el tiroteo dentro del pueblo, pues no dio tiempo a los de la resistencia a ir hacia los cerros. Tras la toma de la plaza por los franceses, según lo reportado por De Lauzun de la 62.ª Compañía, al final del día se reportó que aunque la mitad de los atacados huyó “por un maldito camino abandonado”, habían dejado por tierra a la mitad de “la banda”. En la nota de dicho "Affair Pinos" De Lauzun, reporta la escena de la batalla mediante ilustración y reconoce que los caídos por tierra fueron  200 jóvenes "bien decididos".  Tras esto, Pinos es ocupado por el ejército expedicionario francés.
Ese mismo día, 8 de mayo de 1864, tras batalla y con el pretexto de la baja de un soldado zuavo  a manos de habitantes del pueblo que aún resistían, el coronel Marten dio la orden de saqueo en toda la cabecera municipal y donde, además de robos se ultrajaron a mujeres e incluso a niñas de 7 años. Durante el saqueo e irrupción de las casas, se tomaron presos a 20 hombres que fueron procesados por corte marcial de soldados franceses sin ningún juicio o defensa. Los franceses dieron el mote a estos hombres de  “Zaragozas” que se habían resistido a dichos ultrajes a sus familias y también por negarse a  denunciar a los soldados  de caballería e infantería de Don Francisco Orozco que habían huido por la sierra, o incluso que habían sido detenidos bajo sospecha como el caso de un pastor encontrado en el cerro, un campesino que extraía aguamiel y traía una cuchilla, un zapatero muy anciano que tenía instrumentos cortantes para su trabajo y un enfermo mental porque no se entendía lo que hablaba. El pueblo, apartado de todo auxilio de pueblos vecinos o de la capital de Zacatecas donde se disputaba otra cruenta batalla, no pudieron rescatar a los presos, y sólo se presentó el abogado Don. Luciano de la Rosa, oriundo del lugar, que al reclamar al coronel Marten su proceder, fue echado con violencia del lugar y acto seguido, fueron fusilados. Marten en su festejo, y en plena embriaguez ordenó se pasara cuchillo a todo habitante del pueblo indistinto género y edad, pero afortunadamente las órdenes fueron desoídas por sus oficiales. El 9 de mayo, según  lista de aprensión, entre las que figuraba el abogado De la Rosa, los franceses irrumpieron nuevamente casas de los principales de Pinos y tomaron presos a más hombres de familia, impugnándoles el cargo de complicidad a las fuerzas de Orozco. El coronel Marten les ofreció la oportunidad del pago de una multa equivalente a una suma importante de dinero a razón de libertad condicionada. Los presos que se negaron al pago de la multa, después de ser confesados por el párroco de Pinos fueron fusilados en la madrugada del 10 de mayo de 1864 quedando asentada su muerte por fusilamiento en los archivos parroquiales. Marten dividió a su grupo en tres partes que se dirigieron a Aguascalientes, a Santa Rita y a Zacatecas. En Santa Rita se liberó a parte de los hombres que pagaron la multa y el resto en Zacatecas después de la batalla en ese lugar.
El 26 de mayo de ese mismo año, regresaron en una segunda avanzada 400 soldados de infantería franceses y algunos soldados mexicanos conservadores bajo el mando del coronel Chapi, quien exigieron diferentes multas en pesos oro y alhajas de la población en prenda impuesta por el general Castagni, en razón a que se inculpaba al pueblo entero de haber recibido y escondido a las fuerzas de Francisco Orozco, de tal manera que entre este día y el 28 de mayo de 1864 fueron aprendidos más de 80 hombres del rancho de la Noria, empleados de diferentes haciendas  y de la cabecera. De ellos varios fueron fusilados sin juicio para hacer presión sobre el destino que tendría la población total en caso de no pagar la multa, sin embargo la intercesión del hacendado de Pedregoso Don José María de Salazar y el clérigo y párroco de Pinos don Joaquín Barba, oriundo de la Hacienda de San Nicolás, reunieron arcas de las iglesias de Pinos más de 3000 pesos en plata, pero para completar la suma y conseguir el respeto de la vida de los habitantes, se entregó a los franceses el peto del vestido de la imagen venerada de la Virgen en el Templo de Tlaxcala en Pinos, Zacatecas; el cual consistía en cuadrilongos eslabonados de filigrana de oro macizo, adornado con esmeraldas, diamantes, rubíes y topacios y con un cinturón de grandes y hermosas esmeraldas. Tras esto, los franceses salieron rumbo a Aguascalientes región que apoyaba al nuevo emperador, dejando una guardia permanente en Pinos durante el periodo del imperio. Se narra por los supervivientes que tras queja realizada por el Obispo de San Luis al General Bazaine por este acto, dicho general devolvió solamente a la población las alhajas personales correspondientes a 2000 pesos plata pero no las vestidura de la virgen ni sus joyas.
Llega la paz porfiriana en los años de 1870 y fue la gran época de oro de Pinos y volvió el progreso en la minería, se destacan pinenses en las letras y en las artes, las haciendas tanto agrícolas como ganaderas y mezcaleras se repusieron y alcanzaron un progreso a nivel nacional. En las últimas décadas del siglo XIX se reportaba la operación de diferentes fábricas de Mezcal en Pinos: La Pendencia, Saldaña, San Carlos, La Trinidad, Santiago, San Martin, Valenzuela, El Patrocinio, Tolosa, de Manuel María, Salto, San José, Victoria, San Diego, Guadalupe, El Chino y Caballerías, que en conjunto anualmente producían más de dos millones de litros. A pesar de este auge minero e industrial, el descontento hacia la gestión de Manuel González superpuesta a las órdenes de Porfirio Díaz, hace que estalle un motín a inicios de 1884 que es acallado tras el reporte de Bernardo Reyes, General en Jefe de San Luis Potosí. 
El abuso de los caciques y la corrupción por el enriquecimiento fácil provocó que el pueblo tomara las armas en la revolución fratricida de 1910, después de la muerte de Francisco I. Madero y para derrocar a Victoriano  Huerta del poder, el 25 de mayo de 1914, en Pinos se libra una batalla entre los revolucionarios comandados por el general José Isabel Robles y los federales comandados por el coronel José Gil Soto Mayor, combate que duró seis horas triunfando los revolucionarios.

## Barrios

### Centro
Concentra los principales monumentos alrededor de tres jardines: la Plaza de Armas, el Jardín de las Flores y el Jardín Benito Juárez. En el lado norte de la Plaza de Armas se encuentra ocupado por el templo y el convento de San Francisco. El templo alberga la imagen religiosa más venerada de la región, más conocido como “Nuestro Padre Jesús”. El patio del convento ha sido objeto de una restauración cuidadosa en la cual, las pinturas de los arcos y de las columnas han sido reconstituidas con los mismos pigmentos naturales utilizados por los artistas indígenas del siglo XVII. Le hace frente del otro lado de la Plaza la parroquia de San Matías, cuya edificación empezada al final de siglo XVII nunca fue concluida. Presenta detalles arquitectónicos interesantes tales como una fachada barroca de piedra rojiza y esculturas de personajes y animales fantásticos hechos de “piedras rejoneadas” en sus paredes exteriores. El jardín de las Flores concentra el mayor número de construcciones con portones porfirianos.

### La Cuadrilla
Situado en la parte alta del pueblo, fue la zona de explotación minera. En este barrió aún es posible encontrar vestigios de sus antiguas haciendas mineras, como la Hacienda de la Purísima, de la Candelaria o del Tiro General o la de San Ramón. Aquí se concentraban también un gran número de alfareros

### Tlaxcala
Se encuentra del otro lado del arroyo y fue fundado por indígenas tlaxcaltecas - quienes llegaron con los españoles - y apoyaron a pacificar los huachichiles, mediante la “paz de compra”: alimentos, herramientas y ropa a eran ofrecidos a cambio del abandono de las armas. El barrio se construyó alrededor del templo dedicado a la Inmaculada Concepción, una ermita que fue reemplazada al final del siglo XVIII por el edificio que existe ahora.

### Los Arquitos
En este barrio en la parte baja de la localidad se encuentran la ex-haciendas de la antigua Fundición de la Casa de Moneda que operó durante el siglo XVIII acuñando monedas realistas en 1814. También se observan parte de los restos de acueductos que abastecían esta fundición. Actualmente el complejo de parte de la fachada de construcciones de la exhacienda así como los arcos donde se traspasaban aguas cuentan con un pequeño jardín muy atractivo